# Parafia św. Mateusza w Ostrowie
Kościół pw. św. Mateusza w Ostrowie – jeden z 9 kościołów należących do dekanatu kruszwickiego.

## Rys historyczny
Pierwsza wzmianka o wsi pochodzi z 1299 jako własność arcybiskupa gnieźnieńskiego Jakuba. W latach 1357–1367 należała do Stanisława z Ostrowia, sędziego kujawskiego. 
Parafia wzmiankowana w 1325. Kościół obecny zapewne zbudowany w XV w. Spłonął w czasie potopu szwedzkiego, odbudowany w latach 1720–1724. Cmentarz został założony w 1835, zarządza nim ksiądz proboszcz. Odrestaurowany w 1886. 

## Dokumenty
Księgi metrykalne:
- ochrzczonych od 1805 roku
- małżeństw od 1805 roku
- zmarłych od 1805 roku

## Zasięg parafii
Miejscowości należące do parafii: Orpikowo, Ostrowo, Ostrówek, Popowo, Witowice, Witowiczki, Złotowo. 

## Galeria

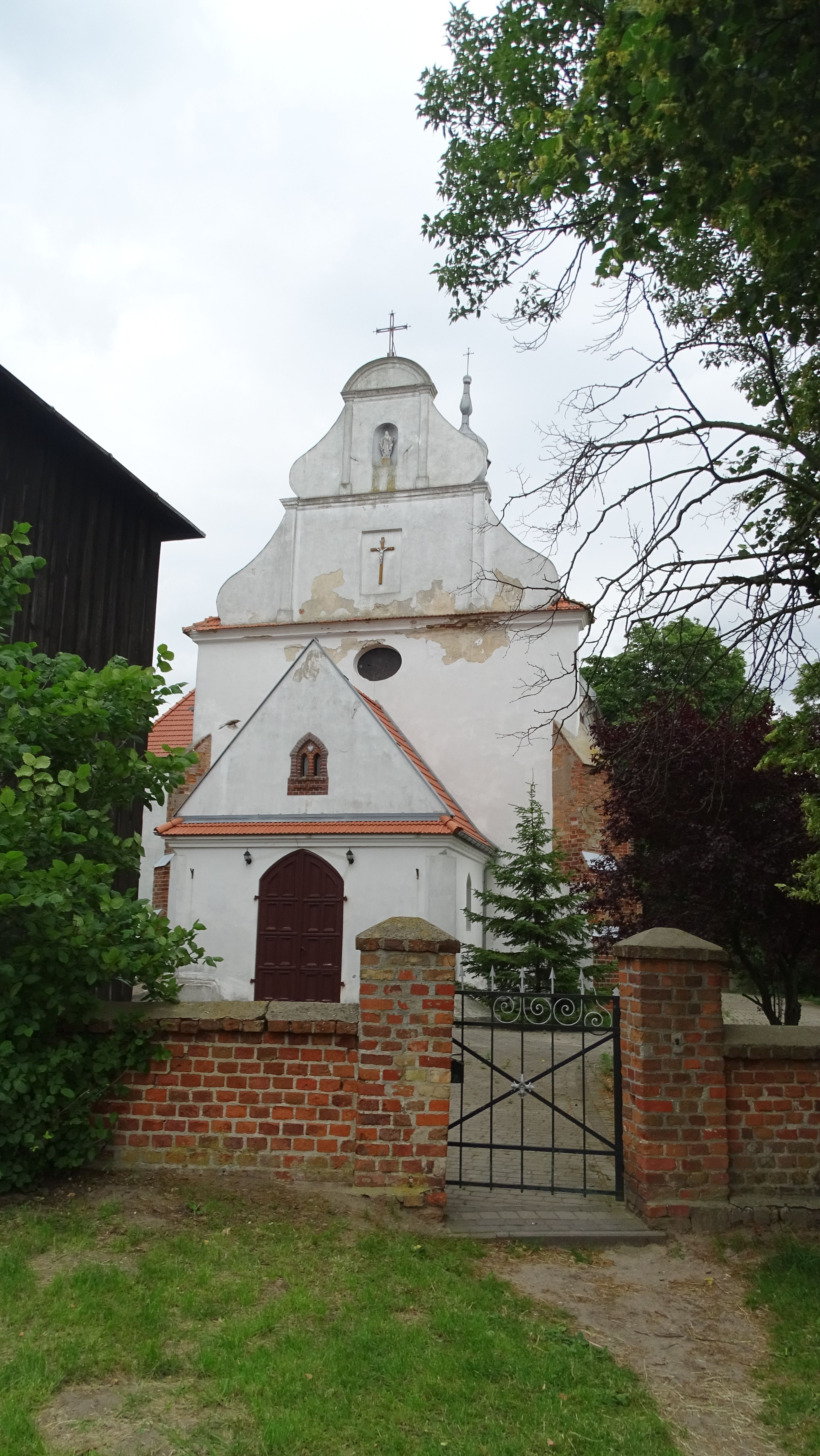
Kościół parafialny
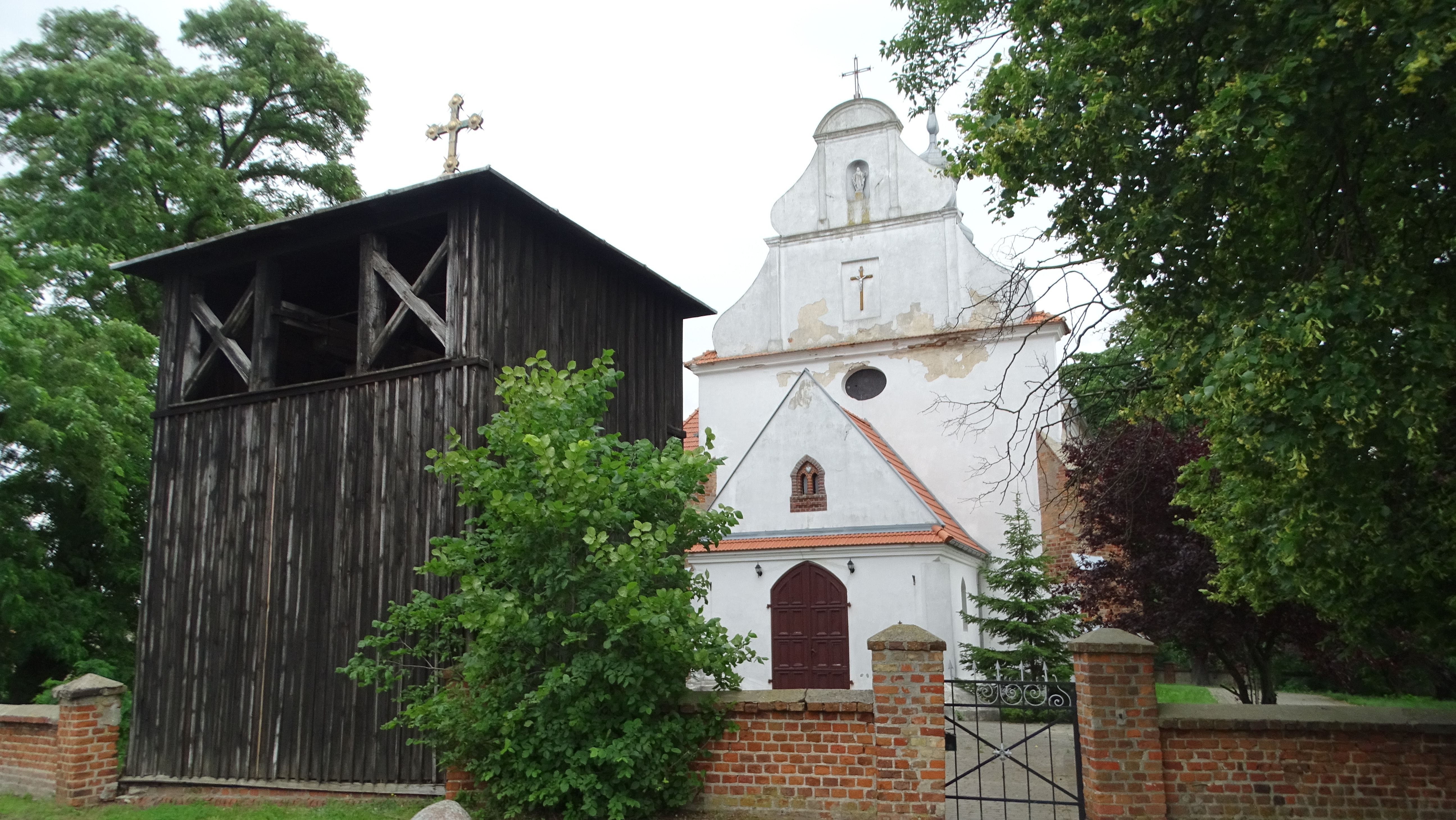
Kościół parafialny
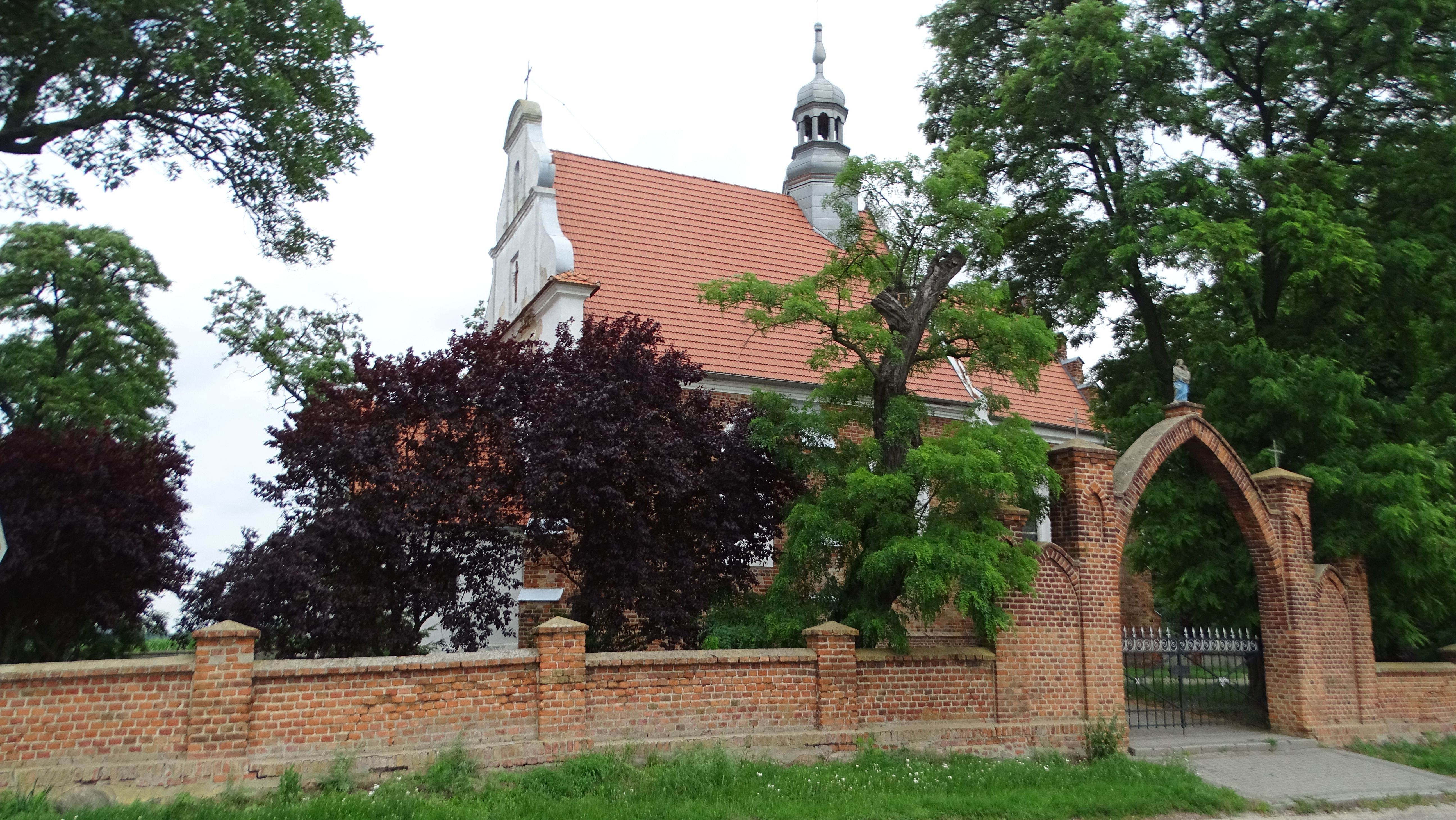
Kościół parafialny
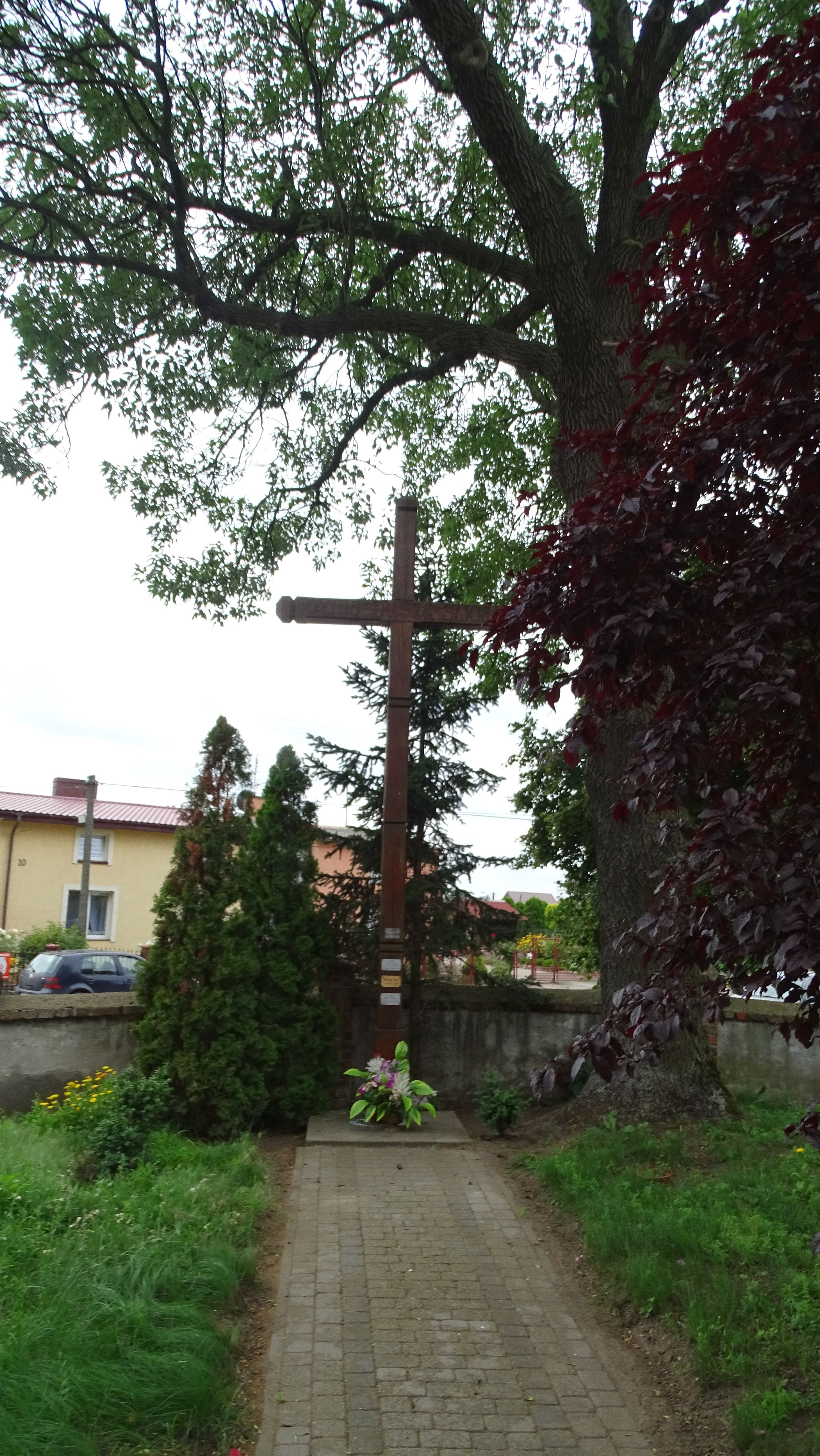
Krzyż misyjny przy kościele parafialnym św. Mateusza
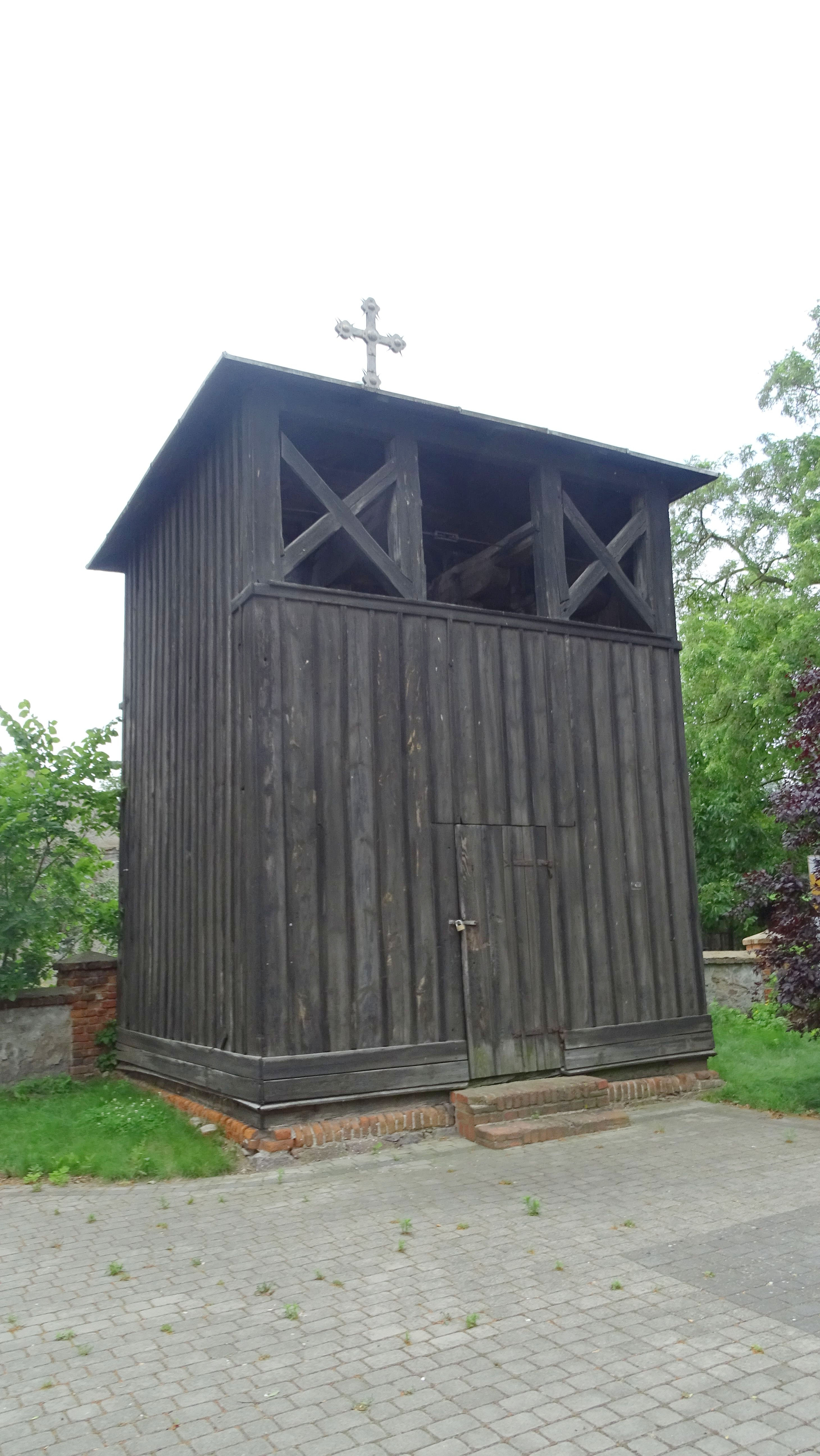
Dzwonnica przy kościele parafialnym
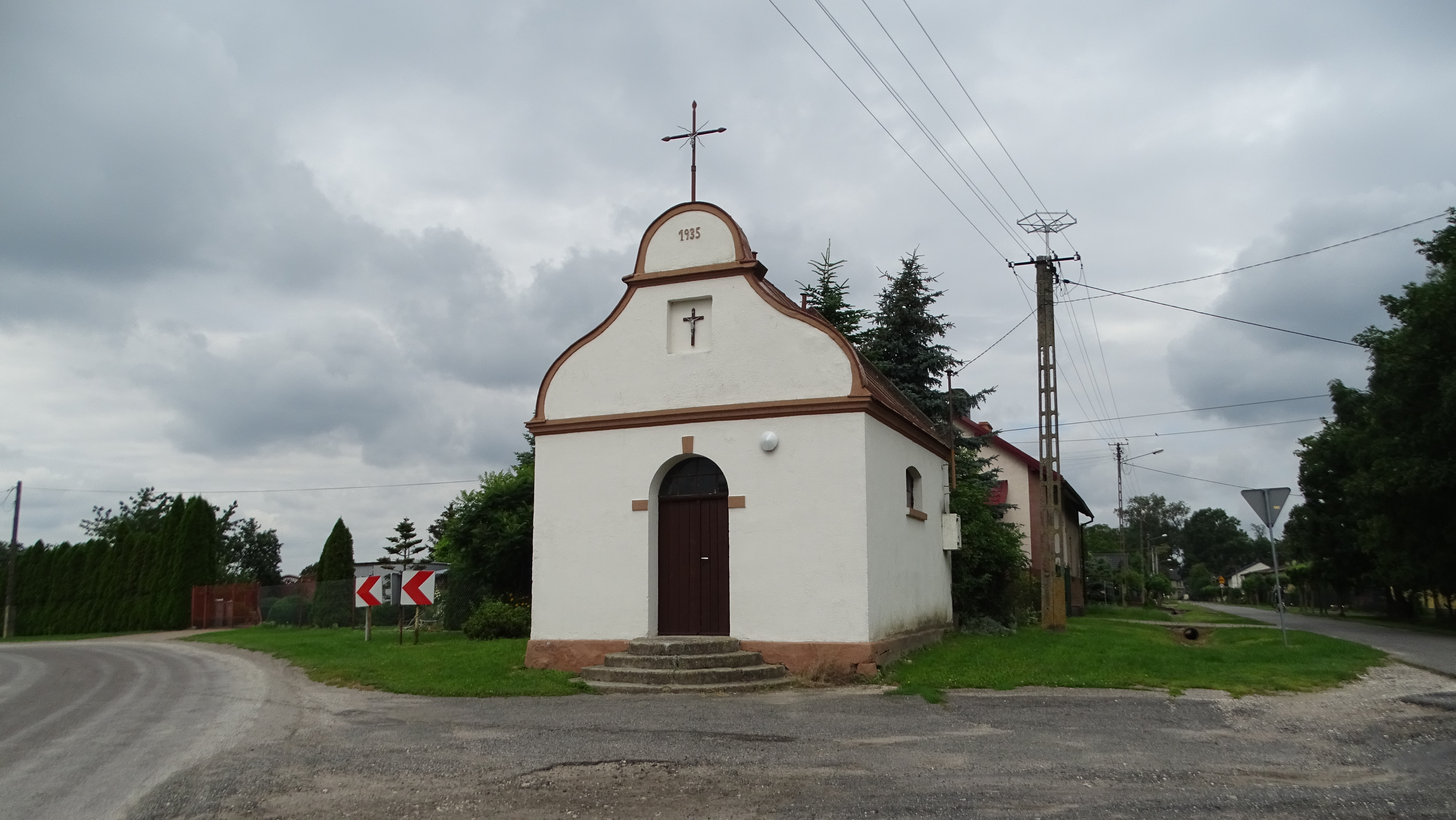
Kapliczka pomocnicza
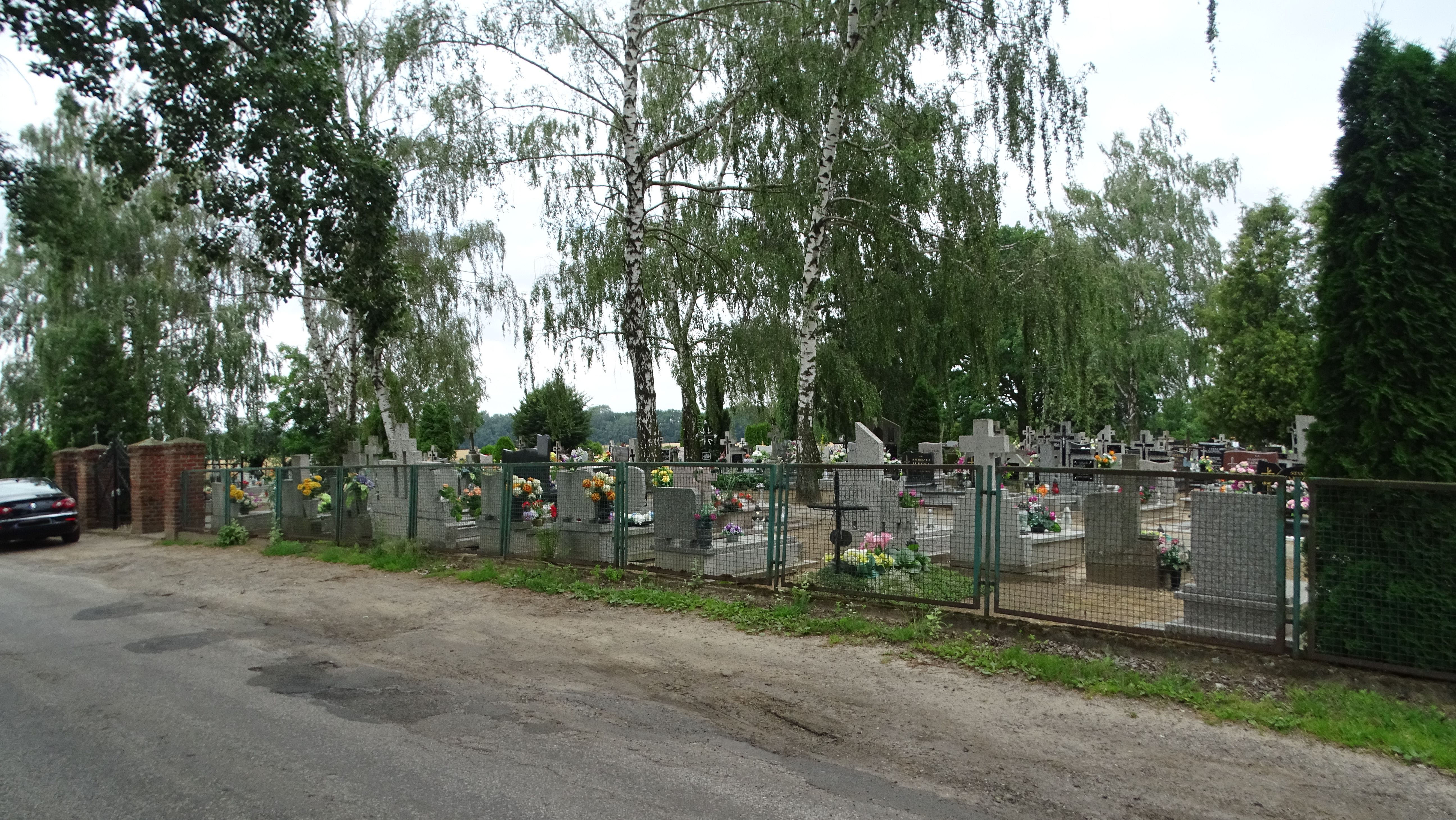
Cmentarz parafialny
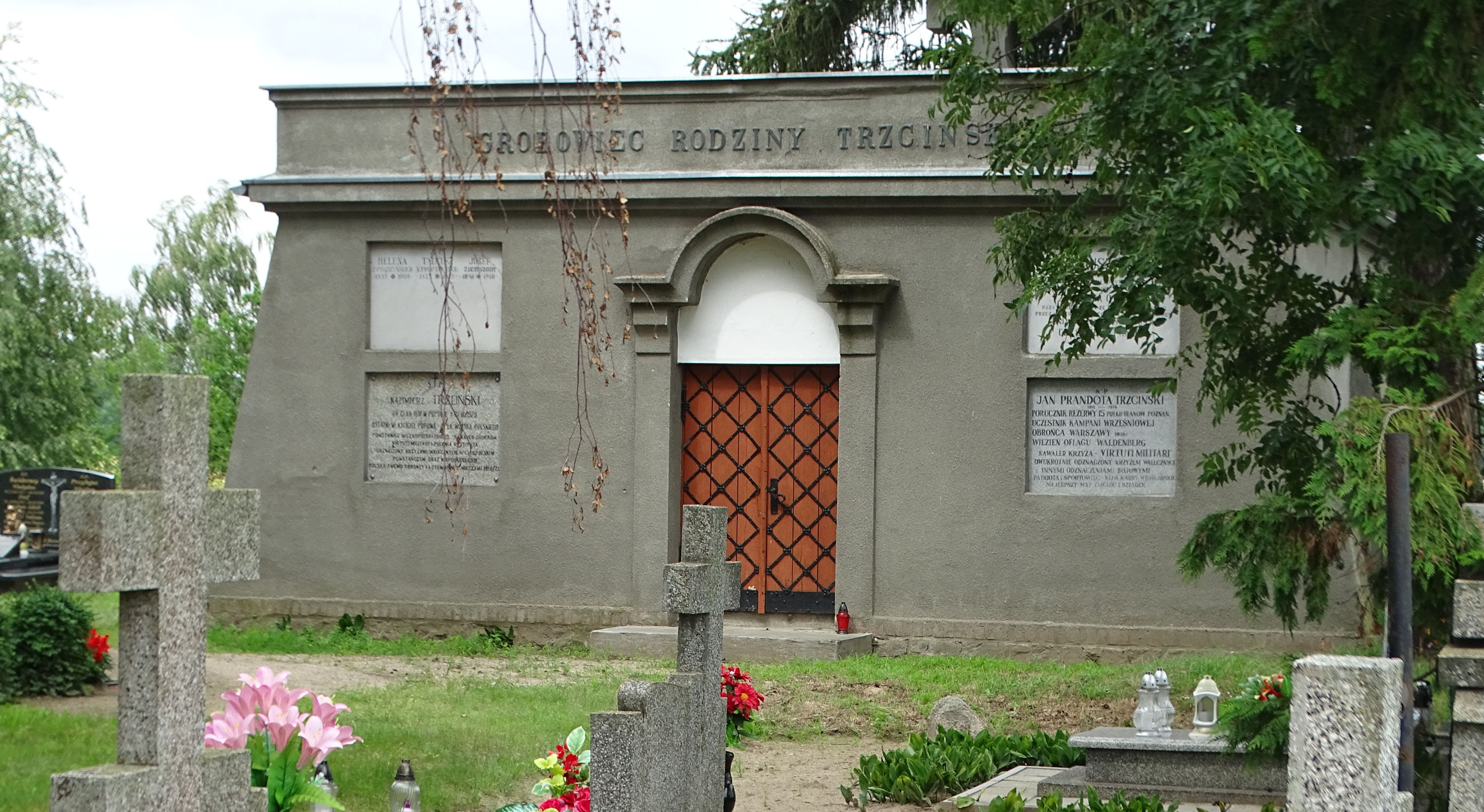
Kaplica przedpogrzebowa na cmentarzu parafialnym